# Esquermes
Vauban Esquermes o Esquermes è una località della Francia settentrionale posta nel Dipartimento del Nord, nella regione dell'Alta Francia. Comune autonomo fino al 1858, il suo territorio è ricompreso in quello di Lilla.
Vi ebbe origine la congregazione monastica delle Cistercensi bernardine d'Esquermes.